# Roberto Rodríguez Pérez
Roberto Rodríguez Pérez (Tlaquiltenango, Morelos, 1 de abril de 1946) es un exfutbolista mexicano que jugó de extremo derecho. También se desempeñó como entrenador de fuerzas básicas del Club América.

## Trayectoria
Roberto Rodríguez creció como el menor de diez hijos de una familia extensa en el estado mexicano de Morelos, al sur de la Ciudad de México. Apasionado por el fútbol a una edad temprana, comenzó a jugar de niño en el club local Tlahuica. En 1962 se trasladó a la división juvenil del Club Atlético Zacatepec, equipo líder en ese momento en Morelos, que a finales de la década de 1950 ganó el título de liga y la copa en dos ocasiones.
En 1966, Roberto recibió su primer contrato profesional con los Cañeros y jugó allí hasta 1969 cuando fue fichado por el Club América; con este último club ganó el título de liga de la temporada 1970-71. En 1973 regresó al Zacatepec y terminó su carrera en la temporada 1975-76.
Posteriormente, inició su actividad como auxiliar y técnico de fuerzas básicas, que ejerció principalmente al servicio del América. Fue responsable de varios equipos de reserva en la segunda, tercera y cuarta división y fue entrenador asistente de Jorge Silva Vieira cuando el primer equipo ganó el campeonato de liga de la temporada 1988-89. Además, entrenó a la selección nacional juvenil de México en el Mundial Sub-16, que se celebró en China por primera vez en 1985.

## Estadísticas

### Clubes
| Club            | País   | Año       |
| --------------- | ------ | --------- |
| C. A. Zacatepec | México | 1966-1969 |
| C. América      | México | 1969-1973 |
| C. A. Zacatepec | México | 1973-1976 |

### Selección de México
| Absoluta · México |       |   |   |   |   |   |   |   |    |    |      |      |
| 1971              | 2     | 0 | 5 | 3 | — | — | 8 | 1 | 15 | 4  | 0.26 |      |
| 1972              | —     | — | — | — | — | — | 1 | 0 | 1  | 0  | 0.00 |      |
| Total             | 2     | 0 | 5 | 3 | 0 | 0 | 9 | 1 | 16 | 4  | 0.25 |      |
| Total             | Total | 2 | 0 | 5 | 3 | 0 | 0 | 9 | 1  | 16 | 4    | 0.25 |
| 1. 2.             |       |   |   |   |   |   |   |   |    |    |      |      |

#### Partidos internacionales
| Detalle de partidos internacionales | Detalle de partidos internacionales | Detalle de partidos internacionales  | Detalle de partidos internacionales | Detalle de partidos internacionales | Detalle de partidos internacionales | Detalle de partidos internacionales     | Detalle de partidos internacionales |
| N.º                                 | Fecha                               | Estadio                              | Rival                               | Resultado                           | Goles                               | Competición                             |                                     |
| Selección absoluta                  | Selección absoluta                  | Selección absoluta                   | Selección absoluta                  | Selección absoluta                  | Selección absoluta                  | Selección absoluta                      |                                     |
| ----------------------------------- | ----------------------------------- | ------------------------------------ | ----------------------------------- | ----------------------------------- | ----------------------------------- | --------------------------------------- | ----------------------------------- |
| 1.                                  | 17 de febrero de 1971               | Estadio Jalisco, México              | Unión Soviética                     | 0-0                                 |                                     | Amistoso                                |                                     |
| 2.                                  | 20 de febrero de 1971               | Estadio Azteca, México               | Unión Soviética                     | 0-0                                 |                                     | Amistoso                                |                                     |
| 3.                                  | 8 de septiembre de 1971             | Niedersachsenstadion, Alemania       | Alemania Federal                    | 5-0                                 |                                     | Amistoso                                |                                     |
| 4.                                  | 11 de septiembre de 1971            | Stade d'Honneur, Marruecos           | Marruecos                           | 2-1                                 | Anotado                             | Amistoso                                |                                     |
| 5.                                  | 18 de septiembre de 1971            | Zentralstadion, Alemania             | Alemania Oriental                   | 1-1                                 |                                     | Amistoso                                |                                     |
| 6.                                  | 22 de septiembre de 1971            | Koševo, Bosnia y Herzegovina         | Yugoslavia                          | 4-0                                 |                                     | Amistoso                                |                                     |
| 7.                                  | 25 de septiembre de 1971            | Estadio Luigi Ferraris, Italia       | Italia                              | 2-0                                 |                                     | Amistoso                                |                                     |
| 8.                                  | 30 de septiembre de 1971            | Paok, Grecia                         | Grecia                              | 0-1                                 |                                     | Amistoso                                |                                     |
| 9.                                  | 6 de octubre de 1971                | Estadio Nacional, Bermudas           | Bermudas                            | 0-2                                 |                                     | Eliminatorias de Campeonato de Concacaf |                                     |
| 10.                                 | 13 de octubre de 1971               | Estadio Azteca, México               | Bermudas                            | 4-0                                 |                                     | Eliminatorias de Campeonato de Concacaf |                                     |
| 11.                                 | 21 de noviembre de 1971             | Skinner Park, Trinidad y Tobago      | Haití                               | 0-0                                 |                                     | Campeonato de Concacaf de 1971          |                                     |
| 12.                                 | 26 de noviembre de 1971             | Queen's Park Oval, Trinidad y Tobago | Trinidad y Tobago                   | 0-2                                 | Anotado                             | Campeonato de Concacaf de 1971          |                                     |
| 13.                                 | 28 de noviembre de 1971             | Skinner Park, Trinidad y Tobago      | Cuba                                | 1-0                                 | Anotado                             | Campeonato de Concacaf de 1971          |                                     |
| 14.                                 | 2 de diciembre de 1971              | Queen's Park Oval, Trinidad y Tobago | Costa Rica                          | 1-0                                 | Anotado                             | Campeonato de Concacaf de 1971          |                                     |
| 15.                                 | 4 de diciembre de 1971              | Queen's Park Oval, Trinidad y Tobago | Honduras                            | 2-1                                 |                                     | Campeonato de Concacaf de 1971          |                                     |
| 16.                                 | 26 de enero de 1972                 | Estadio Jalisco, México              | Chile                               | 2-0                                 |                                     | Amistoso                                |                                     |

## Palmarés

### Títulos nacionales
| Título           | Club       | País   | Año  |
| ---------------- | ---------- | ------ | ---- |
| Primera División | C. América | México | 1971 |

### Títulos internacionales
| Título                 | Club   | País              | Año  |
| ---------------------- | ------ | ----------------- | ---- |
| Campeonato de Concacaf | México | Trinidad y Tobago | 1971 |

### Distinciones individuales
| Distinción                                 | Año  |
| ------------------------------------------ | ---- |
| Máximo goleador del Campeonato de Concacaf | 1971 |